# Эсьмонский сельсовет

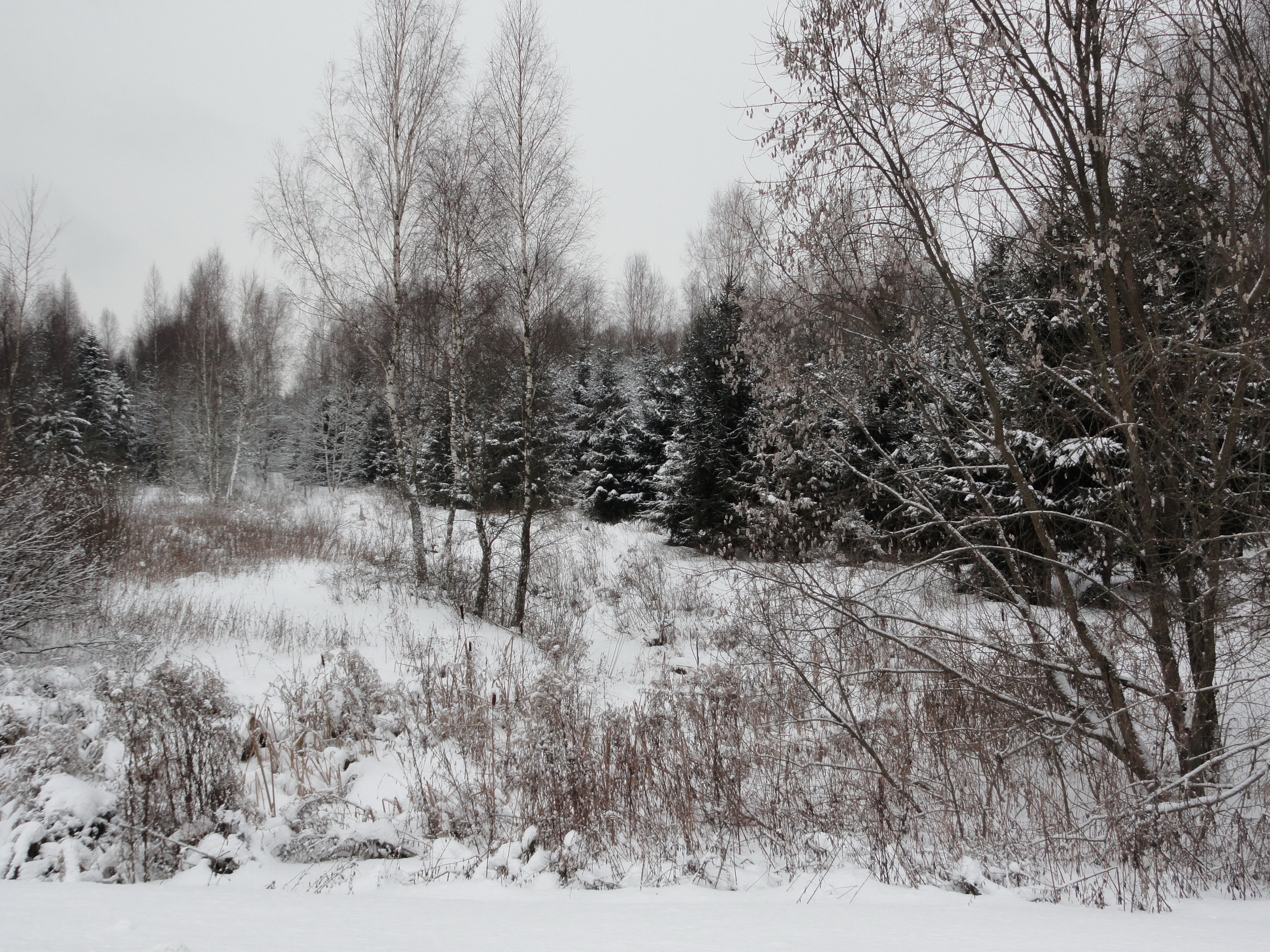
Природа эсьмонского края. Место гати у развилки дорог на Олешковичи и на Мокровичи (декабрь 2010)

Эсьмо́нский сельсовет — упразднённая административно-территориальная единица Белыничского района Могилёвской области Республики Беларусь. Сельсовет упразднён в декабре 2012 года. Территория и населённые пункты упразднённого сельсовета включены в состав Мощаницкого сельсовета.

## Промышленность
На территории сельсовета не было промышленных предприятий.

## Образование, медицина, культура, торговля и бытовые услуги
На территории сельсовета в 2012 году находились:
Объекты торговли — 7 магазинов, из которых 1 — частный.
Объектов по оказанию бытовых услуг не было.
Объектов образования — 1 учебно-педагогический комплекс «Детский сад — средняя школа».
Объектов по оказанию медицинских услуг — 1 сельская врачебная амбулатория, 2 ФАПа, 3 аптеки/аптечных киоска.
Культурных объектов — 3 СК, 3 библиотеки.

## Исторические места
Воинские захоронения — 24.

## Состав
На момент упразднения включал 19 населённых пунктов:
- Белинка — деревня;
- Будники — деревня;
- Будницкий — посёлок;
- Девошичи — деревня;
- Заозерье — деревня;
- Кармановка — деревня;
- Кунцы — деревня;
- Купленка — посёлок;
- Майск — деревня;
- Мокровичи — деревня;
- Олешковичи — деревня;
- Олешковичи 2 — деревня;
- Рижков — деревня;
- Смогиловка — деревня;
- Стехово — деревня;
- Ушлово — деревня;
- Хватовка — деревня;
- Эсьмоны — деревня.